# LOVEかわさき
LOVEかわさき（ラブカワサキ）は、2007年4月よりテレビ神奈川(tvk)で放送されている川崎市の情報番組。主に川崎市の広報活動を目的とした番組である。放送日は毎週土曜日午前9時～9時15分。開局当時の「川崎市だより」から連綿と続く川崎市広報番組である。

## 概要
川崎市の自然、芸術、文化等のさまざまな話題、地域のイベントや郷土芸能や名産品などを伝える地域情報番組。

## 出演者
- 司会：敦士（2016年4月2日 - ）
- アシスタント：増田美香（tvkアナウンサー、2023年4月1日 - ）
- プレゼンター（リポーター）
  - 依吹怜（2020年4月4日 - ）
  - 佐竹明咲美（2022年4月 - ）
  - 平野詩乃（2024年5月11日[1] - ）[2]
  - 高里絵理奈（2024年5月25日[3] - ）[2]

### 過去の出演者
- 有馬隼人（アメリカンフットボール選手、元TBSアナウンサー）（司会、2016年3月26日まで）
- 鈴木裕子（アシスタント、2007年度）
- Ruu（シンガーソングライター）（リポーター、2007年度）
- サニチル（シンガー・ダンスユニット）（リポーター、2007年度 - 2008年度）
- Okapi（パーカッションユニットPan Pop Paradiseのリーダー）（リポーター、2016年3月26日まで）
- アーリー（シンガーソングライター）（リポーター、2009年9月まで）
- 丸尾有香（オペラ歌手、昭和音楽大学出身）（リポーター、2010年7月まで）
- 川崎希（AKB48元メンバー）（リポーター、2010年8月 - 2011年12月）
- 小林咲夏（元tvkアナウンサー）（アシスタント、2008年4月 - 2015年7月4日）
- 守永真彩（タレント、女優･白石まるみの長女）（リポーター、2012年1月 - 2016年3月26日）
- 山本萩子（プレゼンター、2016年4月2日 - 2019年2月16日）
- 久本真菜（元tvkアナウンサー）（アシスタント、2015年7月11日 - 2019年3月23日）
- 石原あつ美（プレゼンター、2016年4月2日 - 2020年3月28日）
- 喜多由莉奈（プレゼンター、2019年5月11日 - 2020年2月15日）
- 鈴木ゆうは（プレゼンター、2020年4月4日 - 2021年3月）
- 須貝茉彩（プレゼンター、2016年4月2日 - 2022年3月5日）
- 的場華鈴（虹のコンキスタドールリーダー）（プレゼンター、2021年5月8日 - 2022年3月19日)
- 田中碧（元tvkアナウンサー）（アシスタント、2019年4月6日 - 2023年3月18日）
- 松田賢二（敦士の代演、2023年9月9日[4] - 9月16日[5]）
- 空野青空（プレゼンター[2]、2022年5月7日[6] - 2024年6月15日[7]）[注 1]

## 放送時間
- 10:00～10:15（2007年度）本放送は2週おき、隔週で再放送する。
- 8:00～8:20（2008年度）　　　　　　　　　　　〃
- 9:00～9:20（2009年度～2010年度）　　　　　　〃
- 9:00～9:15（2011年度～現在）本年度より毎週が本放送となる。
- 9:15～9:45（2018年11月3日）LOVEかわさき THE SPECIAl ~日本最大級！カワサキハロウィン2018（10月28日公開収録）

## 備考

### 進行
- サニチルは奇抜なヘアスタイルで登場し、その奔放なレポートぶりを有馬から「うざい」とイジられていた。
- 小林は有馬から「さっかさん」とファーストネームで呼ばれ、毎度オープニングで「おきれい」「美白」「この人の恋はどうなんでしょうか」と持ち上げるコメントをされていた。最初は困ったフリを見せていたが、その後は無視することも多かった。
- このような行政番組らしくない構成は山本晋也が司会していた「情報宝島かわさき」からの伝統である。
- 2015年7月より一時期、スタジオでの収録がなくなりMCが現場へ行くレポート形式となっていたことがある。

### 動画配信
- 2023年3月20日から同月31日まで、tvk開局50周年記念イベントの一環として、期間限定で在京民放キー局5社が共同運営しているTVerでの配信を行った[9][10]。なお、本番組は日本テレビが運営している無料動画配信サービス「日テレ無料TADA!」に提供しており、TVerでは更にその供給を受ける形で配信されている。この経緯から、TVerでは日本テレビ系列の番組として扱われていた[11]。